# Virgen con el Niño y dos ángeles (Botticelli)
La Virgen con el Niño y dos ángeles (en italiano, Madonna con il Bambino e due angeli) es una obra del pintor renacentista italiano Sandro Botticelli. Está ejecutada al temple sobre madera. Mide 100 centímetros de alto y 71 cm de ancho. Pertenece al periodo 1468-1469. Actualmente, se conserva en el Museo de Capodimonte de Nápoles. 
Esta obra se atribuyó en un tiempo a Filippino Lippi, maestro de Botticelli, pero estudios posteriores más profundos han permitido afirmar que era obra de Botticelli, opinión que es la actualmente generalizada entre la crítica. La fecha no se conoce con precisión, pero algunos detalles, como la tipología de los rostros, hacen pensar que la obra pertenece a la misma época que La fortaleza y otras vírgenes juveniles del pintor italiano.
Pertenece probablemente a la serie de Vírgenes que Botticelli realizó entre el año 1465 y 1470, que muestran una profunda influencia de Filippo Lippi, siendo parecidas a la Virgen con el Niño y ángeles de Filippo que se conserva en la Galería de los Uffizi de Florencia que data de 1465. Como en las demás composiciones de este tipo, se muestra a María de tres cuartos, con el Niño en brazos; en este caso, además, hay dos ángeles. En esta obra están presentes los trazos típicos de Lippi, especialmente en los ángeles y el Niño, como el uso de la línea para construir la figura y el volumen expandido de los ángeles. Además de la influencia de Lippi, puede verse aquí otra, tal vez de Andrea Verrocchio, en el carácter escultórico de la figura de María. La ambientación es también más ambiciosa que la de Lippi, siguiendo un modelo clásico dentro de la iconografía cristiana de María: el hortus conclusus, tradicional alusión a la virginidad de María, o jardín rodeado de un muro alto, con paisaje al fondo.
Las Madonas de Botticelli, como las que hizo Rafael, tienen un estilo propio que permite reconocerlas. Se caracterizan por su estado de ánimo serio, meditabundo. La relación entre la Madre y su Hijo es más intelectual que afectuosa.